# Ramona
Ramona este un film românesc din 2015 regizat de Andrei Crețulescu. Rolurile principale au fost interpretate de actorii Rodica Lazăr, Dorian Boguță.

## Distribuție
Distribuția filmului este alcătuită din:
- Ana Ularu
- Andi Vasluianu
- Dorian Boguță
- Șerban Pavlu
- Rodica Lazăr